# Championnats d'Europe de VTT 2020
Navigation
2019 2021
Les championnats d'Europe de VTT 2020 ont lieu entre le 15 octobre et le 6 décembre 2020, dans différents lieux en Europe. Ils sont organisés par l'Union européenne de cyclisme (UEC).

## Lieux des championnats
Les championnats ont lieu dans les villes suivantes :
- Monte Tamaro[1] : 15-18 octobre (cross-country, cross-country eliminator, relais par équipes mixte)
- Dunkerque : 6 décembre (beachrace) - Annulé[2]

## Programme[3]
- Jeudi 15 octobre
  - 15:00 Cross-country relais mixte

- Vendredi 16 octobre
  - 16:30 Finales cross-country eliminator femmes et hommes

- Samedi 17 octobre
  - 10:00 Cross-country hommes moins de 23 ans
  - 12:15 Cross-country femmes élites
  - 14:30 Cross-country hommes élites

- Dimanche 18 octobre
  - 10:00 Cross-country hommes juniors
  - 12:15 Cross-country femmes juniors
  - 14:30 Cross-country femmes moins de 23 ans

## Résultats

### Cross-country
| Épreuves               | Or                                                                                          | Argent                                                                                  | Bronze                                                                                          |
| ---------------------- | ------------------------------------------------------------------------------------------- | --------------------------------------------------------------------------------------- | ----------------------------------------------------------------------------------------------- |
| Hommes élites          | Nino Schurter                                                                               | Titouan Carod                                                                           | Mathias Flückiger                                                                               |
| Hommes moins de 23 ans | Joel Roth                                                                                   | Vital Albin                                                                             | Juri Zanotti                                                                                    |
| Hommes juniors         | Oliver Vedersø Sølvhøj                                                                      | Janis Baumann                                                                           | Luke Wiedmann                                                                                   |
| Femmes élites          | Pauline Ferrand-Prévot                                                                      | Anne Terpstra                                                                           | Yana Belomoina                                                                                  |
| Femmes moins de 23 ans | Loana Lecomte                                                                               | Marika Tovo                                                                             | Viktoria Kirsanova                                                                              |
| Femmes juniors         | Mona Mitterwallner                                                                          | Olivia Onesti                                                                           | Puck Pieterse                                                                                   |
| Relais mixte           | Italie Luca Braidot Eva Lechner Filippo Agostinacchio Nicole Pesse Marika Tovo Juri Zanotti | France Mathis Azzaro Luca Martin Loana Lecomte Olivia Onesti Léna Gérault Jordan Sarrou | Suisse Fabio Püntener Janis Baumann Alessandra Keller Noëlle Buri Elisa Alvarez Thomas Litscher |

### Cross-country eliminator
| Épreuves | Or                    | Argent          | Bronze            |
| -------- | --------------------- | --------------- | ----------------- |
| Hommes   | Titouan Perrin-Ganier | Jeroen van Eck  | Hugo Briatta      |
| Femmes   | Gaia Tormena          | Linda Indergand | Marion Fromberger |